# Nakajima G10N
Il Nakajima G10N Fugaku (富岳? o 富嶽, Fuji) era un progetto per un bombardiere pesante esamotore a lungo raggio sviluppato dall'azienda giapponese Nakajima Hikōki KK durante la seconda guerra mondiale.

## Storia del progetto
Il progetto si deve ad una specifica emessa nel 1942 per fornire le forze aeree giapponesi di un nuovo velivolo da combattimento. Il progetto, col nome in codice "Progetto Z", si prefiggeva di realizzare un bombardiere strategico pesante a lungo raggio in grado di colpire il territorio continentale statunitense
decollando dalle Isole Curili, allora occupate dai giapponesi, bombardando gli Stati Uniti e, continuando il suo volo, atterrare sul suolo francese occupato dall'alleata Germania nazista. Una volta atterrato sarebbe stato rifornito, quindi avrebbe eseguito un'altra missione bombardante nel viaggio ritorno.
Il Progetto Z prevedeva tre varianti per l'aereo: 4 000 bombardieri, 5 000 trasporti (con capacità di portare 600 militari di truppa), e 2 000 aerei per attacco al suolo, che sarebbe stato equipaggiato con 40 mitragliatrici nella fusoliera, per un intenso attacco al suolo con una cadenza di 6 400 colpi al secondo.
Benché il progetto fosse stato concepito dal direttore della Nakajima, Chikuhei Nakajima, anche la Kawanishi Aircraft Company e la Mitsubishi fecero proposte per il nuovo velivolo che aveva intanto acquisito la denominazione ufficiale Fugaku. Il progetto della Nakajima aveva le ali dritte ed eliche quadripala controrotanti; l'idea della Kawanishi aveva ali ellittiche e semplici eliche quadripala. Per risparmiare peso, alcuni ingranaggi del carrello d'atterraggio erano espulsi dopo il decollo (essendo non necessari durante l'atterraggio a magazzino bombe svuotato). Entrambi i progetti avevano sei motori.
Lo sviluppo iniziò nel 1943, con il progetto e la fabbricazione a Mitaka, Tokyo. Il motore Ha-54 della Nakajima, un radiale quadrupla stella a 36 cilindri raffreddato ad aria, fu abbandonato perché troppo complesso, la Mitsubishi realizzò con successo il suo motore Ha-50, un più semplice 22 cilindri a doppia stella; la Kawanishi, testò tre unità nel maggio del 1944. Un esemplare di questo motore venne alla luce nel 1979 durante l'espansione dell'aeroporto di Haneda ed è ora in mostra al Narita Aerospace Museum.
Il Progetto Z fu cancellato nel luglio 1944 e il Fugaku mai costruito.